# Vorwärts Augsburg
Vorwärts Augsburg war ein Sportverein der deutschen Arbeiterbewegung aus Augsburg.

## Fußball
Die Fußballabteilung von Vorwärts Augsburg nahm 1924 als Meister von Südbayern an der vom Arbeiter-Turn- und Sportbund ausgetragenen Bundesmeisterschaft für Arbeitersportvereine teil. Dabei erreichte die Mannschaft durch einen 1:0-Sieg gegen den TSV Stuttgart-Ost das Endspiel um die süddeutsche Meisterschaft, verlor dieses aber gegen den ATSV Feudenheim aus Mannheim mit 2:6. Im Zuge der Machtergreifung durch die Nationalsozialisten 1933 endete die organisierte Arbeitersportbewegung auch bei Vorwärts Augsburg.